# District de Sirohi
Le district de Sirohi est un district de l'État du Rajasthan en Inde.